# Airas Nunes
Airas Nunes (c. 1230 - 1293) foi um clérigo e trovador do século XIII, provavelmente nascido na Galiza.
Sabe-se que entre 1284 e 1289, foi poeta na corte de Sancho IV de Castela.
Os seus poemas foram escritos em galaico-português. Às vezes citações de outros autores, como Dinis de Portugal, o rei Afonso X de Castela, João Zorro e Nuno Fernandes Torneol, são encontradas no seu trabalho.

## Obras
Aires Nunes é autor de diversos textos, sendo sete cantigas de amor, três cantigas de amigo e quatro cantigas de escárnio, além de duas bailias e um pastorela. O texto mais conhecido seu talvez seja a Bailia das avelaneiras:
Bailemos nós já todas três, ai amigas,
sô aquestas avelaneiras frolidas;
e quen for velida, como nós, velidas,
se amigo amar,
sô aquestas avelaneiras frolidas
verrá bailar.
Bailemos nós já todas três, ai irmanas,
sô aqueste ramo destas avelanas;
e quen for louçana, como nós, louçanas
se amigo amar,
sô aqueste ramo destas avelanas
verrá bailar.
Por Deus, ai amigas, mentr’al non fazemos,
sô aqueste ramo frolido bailemos;
e quen ben parecer, como nós parecemos,
se amigo amar,
sô aqueste ramo sô-l’ que nós bailemos
verrá bailar.
Walter Mettmann, autor duma edição crítica dos textos das Cantigas de Santa Maria, crê que muitas dessas cantigas podem ter sido escritas por Airas Nunes.

## Diversos
O cantor Zeca Afonso utilizou uma das bailias de Airas Nunes, numa das suas músicas.